# Skarasjön
Skarasjön är en sjö i Nyköpings kommun i Södermanland och ingår i Kilaån-Motala ströms kustområde. Sjön har en area på 0,324 kvadratkilometer och ligger 5 meter över havet.

## Delavrinningsområde
Skarasjön ingår i det delavrinningsområde (650218-156701) som SMHI kallar för Mynnar i havet. Medelhöjden är 27 meter över havet och ytan är 23,99 kvadratkilometer. Det finns inga avrinningsområden uppströms utan avrinningsområdet är högsta punkten. Avrinningsområdets utflöde mynnar i havet. Avrinningsområdet består mestadels av skog (56 procent), öppen mark (14 procent) och jordbruk (22 procent). Avrinningsområdet har 0,99 kvadratkilometer vattenytor vilket ger det en sjöprocent på 4,1 procent.